# Aladdin Sane (1913-1938-197?)
Aladdin Sane (1913-1938-197?) är en låt av David Bowie från albumet Aladdin Sane som gavs ut den 13 april 1973. Siffrorna inom parentes visar årtalen före första och andra världskrigets respektive utbrott, och det sista året som innehåller ett frågetecken tror Bowie att ett nytt världskrig kommer att inträffa. Bowie skrev låten i slutet av 1972 och i början av 1973.